# 대전시민천문대
대전시민천문대는 대전광역시 유성구 신성동에 위치한 국내 최초로 일반인을 대상으로 공개관측을 시연한 1호 시민천문대이다. 지자체가 운영하는 천문대 중 가장 많은 방문객이 찾는 천문대이다.

## 역사
대전시민천문대는 지방자치단체가 세운 천문대로 2001년 건립되었다. 한화그룹이 천문대 부지를 제공했다.

## 시설
대전시민천문대는 230평 규모의 지상 3개층 건물로, 10인치 굴절망원경이 주망원경이며, 6인치 반사만원경 등 다양한 보조망원경을 갖추고 있다.
1층에 있는 천체투영관에서는 9.5m 돔스크린에 천체를 투영시켜 별자리 및 천문대에서 실제 관측하게 될 대상들을 알려준다.

## 프로그램
무료로 운영 중인 대전시민천문대의 개관시간은 오후 2시부터 저녁 10시까지며 매주 월요일과 공휴일 다음날은 휴관이다.